# NGC 4026
NGC 4026 là tên của một thiên hà hình hạt đậu nằm trong chòm sao Đại Hùng. Thiên hà này cách Trái Đất 50 triệu năm ánh sáng. Kích thước biểu kiến của nó là vào khoảng 80000 năm ánh sáng. Ngày 12 tháng 4 năm 1789, một nhà thiên văn học người Anh gốc Đức đã phát hiện ra thiên hà này.
Tại tâm của thiên hà này có một lỗ đen siêu khối lượng với khối lượng xấp xỉ khoảng 166 đến 275 triệu (108.33±0.109)lần khối lượng mặt trời.

## Thiên hà lân cận
Giống như thiên hà NGC 3982, thiên hà này cũng nằm trong nhóm M109, một nhóm các thiên hà lớn nằm trong chòm sao Đại Hùng. Trong vùng lân cận của NGC 4026, một số thiên hà xoắn ốc khác có độ sáng bề mặt thấp cũng ở đó. Đó là UGC 6917, (42 phút cung tính từ NGC 4026), UGC 6922 (26 phút cung tính từ NGC 4026) và UGC 6956 (10 phút cung tính từ NGC 4026).
NGC 4026 xuất hiện với hình ảnh đường Hydro rất lung tung với một sợi nhỏ kéo dài ra theo phía nam. Khối lượng của đường Hydro trong NGC 4026 là dưới 0.71 × 108 lần khối lượng mặt trời.

## Dữ liệu hiện tại
Theo như quan sát, đây là thiên hà thuộc chòm sao Đại Hùng và dưới đây là một số dữ liệu khác:
Xích kinh 11h 59m 25.2s
Độ nghiêng +50° 57′ 42″
Giá trị dịch chuyển đỏ (Redshift) 985 ± 5 km/s
Cấp sao biểu kiến 10.7
Kích thước biểu kiến 5′.2 × 1′.3
Loại thiên hà S0 